# Lignes Pleine Lune du réseau de bus TCL
Les lignes de bus Pleine lune de Lyon est un service de bus de nuit relayant le réseau de journée des TCL.
Le réseau est exploité par Keolis Lyon (ex-SLTC, Société lyonnaise de transport en commun), filiale du groupe Keolis.
Le réseau se compose de 3 lignes (4 entre 2011 et 2020) organisées et financées par SYTRAL Mobilités, l'autorité organisatrice des transports.

## Histoire

### De Noctibus ...
Le 5 mai 2000, une navette nommée « Noctibus », ou N20 en interne, est créée à titre expérimental au départ du quai Augagneur afin de pallier le nombre important de voitures garées en double-file sur les quais de Saône,. La ligne bifurquait ensuite sur la rive droite de la Saône et remontait le fleuve à travers le défilé de Pierre Scize jusqu'au pont Kœnig ou elle passait sur l'autre rive pour redescendre toujours le long de la Saône jusqu'au pont La Feuillée où elle retournait à son point de départ par le trajet de la ligne 1, actuelle C3, par l'Hôtel de ville, les Cordeliers et le Pont Lafayette puis elle tournait ensuite au square Jussieu sur la rive gauche du Rhône jusqu'au terminus. Un parking spécial était aménagé sur les berges du Rhône et l'accès à la navette était autorisé pour le prix de 10 Francs à tous les occupants du véhicule. La ligne était exploitée à l'aide de 3 Gépébus Oréos 55 de la ligne 91 - Navette Presqu'île, actuelle S1, avec une fréquence de 15 minutes de 21 h 30 à 4 h 15 les vendredis et samedis. Faute de fréquentation, la ligne fut supprimée le 2 juillet 2000,.

### ... à Pleine Lune

Ancien logotype commercial, de 2005 à 2020

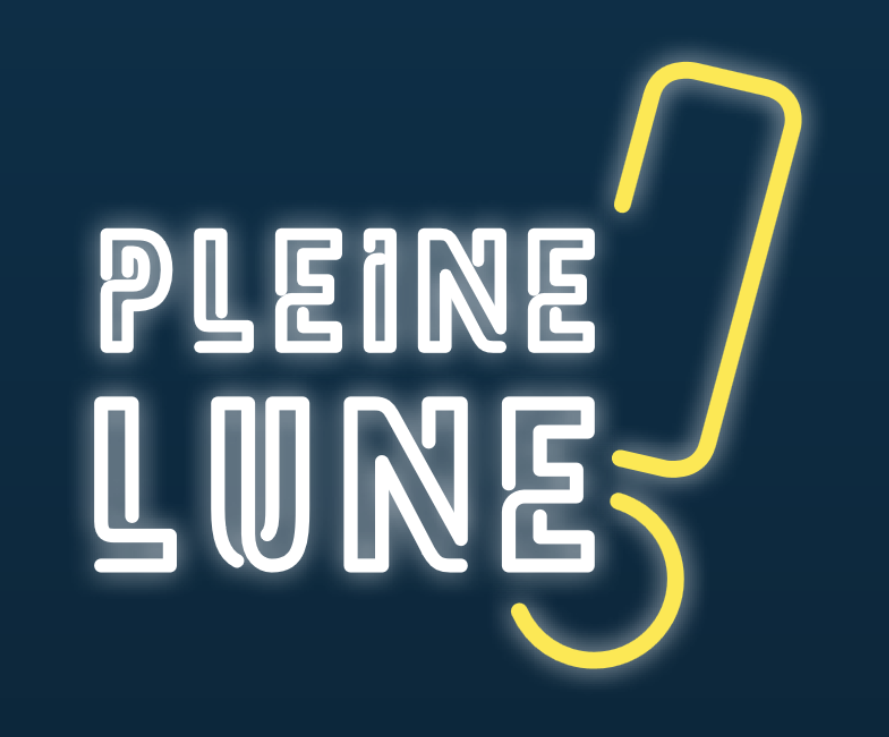
Logotype commercial des lignes Pleine Lune depuis 2021

Après la tentative ratée de la navette « Noctibus », une nouvelle ligne de nuit, baptisée « Pleine Lune », est créée à titre expérimental le 3 mars 2005 jusqu'en juin entre Terreaux et La Doua - INSA, et uniquement en direction de la Doua, par le trajet des lignes 1 et 59 puis le boulevard du 11 novembre 1918 avec un départ par heure de 1 h à 4 h les vendredis, samedis et dimanches matin, la ligne est exploitée par le dépôt d'Alsace avec un autobus de type Agora Line. Vu l'engouement immédiat de ce nouveau service et de la charge de plus en plus importante, l'expérimentation est prolongée de fin juin à fin juillet avec un autobus articulé de type Renault PR 180.2.
Le 14 octobre 2005, l'exploitation de la navette « Pleine Lune » reprend sous l'indice S1, mais est cette fois-ci sous-traitée à Rhôdalia, filiale de Connex puis Veolia Transport, à l'aide d'Irisbus Ares Liberto en livrée TCL et utilisés sur la ligne 39 en journée, alors sous-traitée elle aussi, puis avec un Irisbus Agora L utilisé uniquement sur cette ligne. Une ligne S2 est créée entre Hôtel de Ville et Grange Blanche par Bellecour, Saxe-Gambetta, le quartier du Bachut et Mermoz-Pinel avec les mêmes horaires que la S1 et aussi exploitée en Irisbus Ares Liberto.
Le 1er janvier 2006, sur les trois premiers départs, un trajet retour par la cité internationale est créé.
Le 27 septembre 2007, ouverture de la ligne S3 entre Hôtel de Ville et Écully Grandes Écoles par la montée de Choulans, Gorge de Loup et Valmy avec les mêmes horaires que les lignes S1 et S2 et exploitée en Heuliez GX 317, utilisées en journée sur la ligne 97.
Le 24 septembre 2009, les lignes S1 à S3, jusqu'à présent sous-traitées, sont reprises par Keolis Lyon: La ligne S1 retourne au dépôt d'Alsace mais exploitée cette fois-ci en Irisbus Citelis 18, la ligne S2 est exploitée par le dépôt des Pins en Irisbus Citelis 12 et la ligne S3 par le dépôt de Saint-Simon à Vaise en Irisbus Citelis 12 et Renault Agora Line.
Le 7 janvier 2011, ouverture de la ligne S4 entre Hôtel de Ville et Saint-Priest Salengro, cofinancée à 50 % par la ville de Saint-Priest et exploitée par le dépôt Audibert et Lavirotte avec des horaires différents : La ligne ne circule pas le vendredi matin et n'assure que deux départs à 1 h et 3 h.
Le 29 août 2011, dans le cadre de l'opération « Atoubus », les lignes S1 à S4 deviennent les lignes PL1 à PL4, leur fonctionnement reste inchangé.
Pendant la pandémie de Covid-19 en France, les lignes Pleine Lune sont suspendues. Les lignes PL1 à PL3 rouvrent le 9 septembre 2021. En revanche, la ligne PL4 est supprimée.
Le 5 septembre 2025, les lignes PL1 à PL3 sont complètement redessinées avec de nouveaux tracés et une nouvelle ligne PL4 est créée:
- PL1 : initialement > Terreaux ⥋ INSA Einstein, devient > Cité International - Cordeliers ⥋  Parilly Univ. Hippodrome
- PL2 : initialement > Hôtel de Ville ⥋ Grange Blanche, devient > Cuire - Cordeliers ⥋ Musée des Confluences
- PL3 : initialement > Hôtel de Ville ⥋ Campus Lyon Ouest, devient > Stade de Gerland - Cordeliers ⥋ Campus Lyon Ouest
- PL4 : Vaulx HDV Campus ⥋ Cordeliers

## Les lignes «Pleine Lune»

### Présentation
Les lignes fonctionnent entre 1 h et 4 h en fin de semaine y compris les jours fériés et uniquement en direction de la périphérie afin d'assurer des retours pour les noctambules et ce en toute sécurité via la présence d'agents de sécurité à bord des véhicules. Il n'y a qu'un seul véhicule par ligne et les lignes ne fonctionnent pas en juillet et août.

### Les lignes
| Ligne | Caractéristiques | Caractéristiques                                                | Caractéristiques                                                | Caractéristiques                                                | Caractéristiques                                                | Caractéristiques                                                | Caractéristiques                                                | Caractéristiques                                                | Caractéristiques                                                |
| PL1   | Ligne oui · Ligne PL1 | Ligne oui · Ligne PL1                                           | Ligne oui · Ligne PL1                                           | Ligne oui · Ligne PL1                                           | Ligne oui · Ligne PL1                                           | Ligne oui · Ligne PL1                                           | Ligne oui · Ligne PL1                                           | Ligne oui · Ligne PL1                                           | Ligne oui · Ligne PL1                                           |
| PL1   | Cité Internationale (via Cordeliers) ⥋ Parilly Univ. Hippodrome | Cité Internationale (via Cordeliers) ⥋ Parilly Univ. Hippodrome | Cité Internationale (via Cordeliers) ⥋ Parilly Univ. Hippodrome | Cité Internationale (via Cordeliers) ⥋ Parilly Univ. Hippodrome | Cité Internationale (via Cordeliers) ⥋ Parilly Univ. Hippodrome | Cité Internationale (via Cordeliers) ⥋ Parilly Univ. Hippodrome | Cité Internationale (via Cordeliers) ⥋ Parilly Univ. Hippodrome | Cité Internationale (via Cordeliers) ⥋ Parilly Univ. Hippodrome | Cité Internationale (via Cordeliers) ⥋ Parilly Univ. Hippodrome |
| ----- | --- | --------------------------------------------------------------- | --------------------------------------------------------------- | --------------------------------------------------------------- | --------------------------------------------------------------- | --------------------------------------------------------------- | --------------------------------------------------------------- | --------------------------------------------------------------- | --------------------------------------------------------------- |
| PL1   | Ouverture / Fermeture 3 mars 2005 / — | Longueur —                                                      | Durée —                                                         | Nb. d’arrêts (31 →) (36 ←)                                      | Matériel —                                                      | Jours de fonctionnement V, S, D                                 | Jour / Soir / Nuit / Fêtes N / N / O / O                        | Voy. / an —                                                     | Unité de transport —                                            |
| PL1   | Desserte : - Villes et lieux desservis : - Stations et gares desservies : Les stations de métros, funiculaires et tramways sont fermées à ces heures.                                                                       |                                                                 |                                                                 |                                                                 |                                                                 |                                                                 |                                                                 |                                                                 |                                                                 |
| PL1   | Autre : - Arrêts non accessibles aux UFR : - Particularités : La ligne fonctionne les vendredis, samedis et dimanches matin de 1 h à 4 h à raison d'un départ par heure. - Date de dernière mise à jour : 9 juillet 2025.   |                                                                 |                                                                 |                                                                 |                                                                 |                                                                 |                                                                 |                                                                 |                                                                 |
| PL1   | Dernière actualisation : — |                                                                 |                                                                 |                                                                 |                                                                 |                                                                 |                                                                 |                                                                 |                                                                 |
| PL2   | Ligne oui · Ligne PL2 | Ligne oui · Ligne PL2                                           | Ligne oui · Ligne PL2                                           | Ligne oui · Ligne PL2                                           | Ligne oui · Ligne PL2                                           | Ligne oui · Ligne PL2                                           | Ligne oui · Ligne PL2                                           | Ligne oui · Ligne PL2                                           | Ligne oui · Ligne PL2                                           |
| PL2   | Cuire, (via Cordeliers) ⥋ Musée des Confluences |                                                                 |                                                                 |                                                                 |                                                                 |                                                                 |                                                                 |                                                                 |                                                                 |
| PL2   | Ouverture / Fermeture 13 octobre 2005 / — | Longueur —                                                      | Durée —                                                         | Nb. d’arrêts (15 →) (25 ←)                                      | Matériel —                                                      | Jours de fonctionnement V, S, D                                 | Jour / Soir / Nuit / Fêtes N / N / O / O                        | Voy. / an —                                                     | Unité de transport —                                            |
| PL2   | Desserte : - Villes et lieux desservis : - Stations et gares desservies : Les stations de métros, funiculaires et tramways sont fermées à ces heures.                                                                       |                                                                 |                                                                 |                                                                 |                                                                 |                                                                 |                                                                 |                                                                 |                                                                 |
| PL2   | Autre : - Arrêts non accessibles aux UFR : - Particularités : La ligne fonctionne les vendredis, samedis et dimanches matin de 1 h à 4 h à raison d'un départ par heure. - Date de dernière mise à jour : 9 juillet 2025.   |                                                                 |                                                                 |                                                                 |                                                                 |                                                                 |                                                                 |                                                                 |                                                                 |
| PL2   | Dernière actualisation : — |                                                                 |                                                                 |                                                                 |                                                                 |                                                                 |                                                                 |                                                                 |                                                                 |
| PL3   | Ligne oui · Ligne PL3 | Ligne oui · Ligne PL3                                           | Ligne oui · Ligne PL3                                           | Ligne oui · Ligne PL3                                           | Ligne oui · Ligne PL3                                           | Ligne oui · Ligne PL3                                           | Ligne oui · Ligne PL3                                           | Ligne oui · Ligne PL3                                           | Ligne oui · Ligne PL3                                           |
| PL3   | Stade de Gerland Le LOU, (via Cordeliers) ⥋ Campus Lyon Ouest |                                                                 |                                                                 |                                                                 |                                                                 |                                                                 |                                                                 |                                                                 |                                                                 |
| PL3   | Ouverture / Fermeture 27 septembre 2007 / — | Longueur —                                                      | Durée —                                                         | Nb. d’arrêts (51 →) (32 ←)                                      | Matériel —                                                      | Jours de fonctionnement V, S, D                                 | Jour / Soir / Nuit / Fêtes N / N / O / O                        | Voy. / an —                                                     | Unité de transport —                                            |
| PL3   | Desserte : - Villes et lieux desservis : - Stations et gares desservies : Les stations de métros, funiculaires et tramways sont fermées à ces heures.                                                                       |                                                                 |                                                                 |                                                                 |                                                                 |                                                                 |                                                                 |                                                                 |                                                                 |
| PL3   | Autre : - Arrêts non accessibles aux UFR : - Particularités : La ligne fonctionne les vendredis, samedis et dimanches matin de 1 h à 4 h à raison d'un départ par heure. - Date de dernière mise à jour : 9 juillet 2025.   |                                                                 |                                                                 |                                                                 |                                                                 |                                                                 |                                                                 |                                                                 |                                                                 |
| PL3   | Dernière actualisation : — |                                                                 |                                                                 |                                                                 |                                                                 |                                                                 |                                                                 |                                                                 |                                                                 |
| PL4   | Ligne oui · Ligne PL4 | Ligne oui · Ligne PL4                                           | Ligne oui · Ligne PL4                                           | Ligne oui · Ligne PL4                                           | Ligne oui · Ligne PL4                                           | Ligne oui · Ligne PL4                                           | Ligne oui · Ligne PL4                                           | Ligne oui · Ligne PL4                                           | Ligne oui · Ligne PL4                                           |
| PL4   | Vaulx Hôtel de Ville Campus ⥋ Cordeliers |                                                                 |                                                                 |                                                                 |                                                                 |                                                                 |                                                                 |                                                                 |                                                                 |
| PL4   | Ouverture / Fermeture 5 septembre 2025 / — | Longueur —                                                      | Durée —                                                         | Nb. d’arrêts (19 →) (21 ←)                                      | Matériel —                                                      | Jours de fonctionnement V, S, D                                 | Jour / Soir / Nuit / Fêtes N / N / O / O                        | Voy. / an —                                                     | Unité de transport —                                            |
| PL4   | Desserte : - Villes et lieux desservis : - Stations et gares desservies : Les stations de métros, funiculaires et tramways sont fermées à ces heures.                                                                       |                                                                 |                                                                 |                                                                 |                                                                 |                                                                 |                                                                 |                                                                 |                                                                 |
| PL4   | Autre : - Arrêts non accessibles aux UFR : - Particularités : La ligne fonctionne les samedis et dimanches matin de 1 h à 3 h à raison d'un départ toutes les deux heures. - Date de dernière mise à jour : 9 juillet 2025. |                                                                 |                                                                 |                                                                 |                                                                 |                                                                 |                                                                 |                                                                 |                                                                 |
| PL4   | Dernière actualisation : — |                                                                 |                                                                 |                                                                 |                                                                 |                                                                 |                                                                 |                                                                 |                                                                 |

## Exploitation
La gestion des lignes (unités de transport, tarification ...) est identique au reste d'autobus en journée.